# 14468 Оттоштерн
14468 Оттоштерн (14468 Ottostern) — астероїд головного поясу, відкритий 19 липня 1993 року.
Тіссеранів параметр щодо Юпітера — 3,490.
Названо на честь німецького фізика Отто Штерна